# Episodi di Autostop per il cielo (prima stagione)
La prima stagione della serie televisiva Autostop per il cielo è stata trasmessa in anteprima negli Stati Uniti d'America dalla NBC tra il 19 settembre 1984 e l'8 maggio 1985.
| nº | Titolo originale                     | Titolo italiano                | Prima TV USA      | Prima TV Italia |
| -- | ------------------------------------ | ------------------------------ | ----------------- | --------------- |
| 1  | Highway to Heaven (Part 1)           | L'Incontro (Parte 1)           | 19 settembre 1984 |                 |
| 2  | Highway to Heaven (Part 2)           | L'Incontro (Parte 2)           | 19 settembre 1984 |                 |
| 3  | To Touch the Moon                    |                                | 26 settembre 1984 |                 |
| 4  | The Return of the Masked Rider       |                                | 3 ottobre 1984    |                 |
| 5  | Song of the Wild West                |                                | 17 ottobre 1984   |                 |
| 6  | One Fresh Batch of Lemonade (Part 1) |                                | 24 ottobre 1984   |                 |
| 7  | One Fresh Batch of Lemonade (Part 2) |                                | 31 ottobre 1984   |                 |
| 8  | A Divine Madness                     |                                | 7 novembre 1984   |                 |
| 9  | Catch a Falling Star                 | Catturare una Stella Cadente   | 14 novembre 1984  |                 |
| 10 | Help Wanted: Angel                   | Cercasi Aiuto: Angelo          | 21 novembre 1984  |                 |
| 11 | Dust Child                           | Bambino di Polvere             | 28 novembre 1984  |                 |
| 12 | Hotel of Dreams                      | Hotel dei Sogni                | 12 dicembre 1984  |                 |
| 13 | Another Song for Christmas           | Un'Altra Canzone per Natale    | 19 dicembre 1984  |                 |
| 14 | Plane Death                          | La Morte in Aereo              | 9 gennaio 1985    |                 |
| 15 | One Winged Angels                    | Un Angelo Alato                | 16 gennaio 1985   |                 |
| 16 | Going Home, Going Home               | Tornare a casa, Tornare a casa | 23 gennaio 1985   |                 |
| 17 | As Difficult as ABC                  | Difficile come l'ABC           | 30 gennaio 1985   |                 |
| 18 | A Child of God                       | Un Figlio di Dio               | 6 febbraio 1985   |                 |
| 19 | A Match Made in Heaven               | Un Incontro fatto in Cielo     | 20 febbraio 1985  |                 |
| 20 | The Banker and the Bum               | Il Banchiere e il Barbone      | 27 febbraio 1985  |                 |
| 21 | The Brightest Star                   | La Stella più Luminosa         | 6 marzo 1985      |                 |
| 22 | An Investment in Caring              | L'investimento nella Cura      | 13 marzo 1985     |                 |
| 23 | The Right Thing                      | La cosa giusta                 | 27 marzo 1985     |                 |
| 24 | Thoroughbreds (Part 1)               | Purosangue (parte 1)           | 1º maggio 1985    |                 |
| 25 | Thoroughbreds (Part 2)               | Purosangue (parte 2)           | 8 maggio 1985     |                 |

## L'Incontro (Parte 1)
- Titolo originale: Highway to Heaven
- Diretto da: Michael Landon
- Scritto da: Michael Landon

### Trama
Jonathan Smith, un angelo, arriva in una casa di riposo che rischia di essere venduta e demolita. Il suo compito è aiutare non solo gli occupanti ma anche l'amministratrice Leslie Gordon. Tuttavia, quando Leslie mostra un interesse romantico per Jonathan, suo fratello Mark Gordon, un ex agente di polizia stanco e amareggiato che vive con lei, è sospettoso e inizia la sua indagine privata su Jonathan.
- Altri interpreti: Mary McCusker, John Bleifer, Elizabeth Kerr.

## L'Incontro (Parte 2)
- Titolo originale: Highway to Heaven
- Diretto da: Michael Landon
- Scritto da: Michael Landon

### Trama
Mark Gordon continua la sua indagine e ciò che scopre lo rende ancora più sospettoso su Jonathan. Quando Mark irrompe nell'appartamento di Jonathan per curiosare in giro, viene catturato da Jonathan che deve rivelare la sua vera identità.
- Altri interpreti: Mary McCusker, John Bleifer, Elizabeth Kerr.

## To Touch the Moon
- Titolo originale: To Touch the Moon
- Diretto da: Michael Landon
- Scritto da: Michael Landon

### Trama
Un ragazzo malato terminale accoglie un altro ragazzo che ha continuamente problemi con la legge, nel tentativo di aiutare sia sua madre che il ragazzo problematico.
- Altri interpreti: Barret Oliver, Tony La Torre, Carrie Snodgress.

## The Return of the Masked Rider
- Titolo originale: The Return of the Masked Rider
- Diretto da: Michael Landon
- Scritto da: Dan Gordon

### Trama
La banda di strada di Satan's Helpers terrorizza un quartiere, costringendo un giovane pugile a combattere. Jonathan e Mark tentano di motivare le vecchie stelle del cinema western, che la banda ha aggredito, per raccogliere il coraggio di essere gli eroi di una volta e resistere ai teppisti.
- Altri interpreti: John Agar, Stoney Jackson, Chip McAllister.

## Song of the Wild West
- Titolo originale: Song of the Wild West
- Diretto da: Victor French
- Scritto da:  Maryanne Kasica e Michael Scheff (soggetto); Dan Gordon, Maryanne Kasica e Michael Scheff (sceneggiatura)

### Trama
Jonathan e Mark arrivano in un locale country-western dove danno aiuto ad una giovane cantante country che emula la madre perduta, un'ex star country che spera di ritrovare la sua gloria perduta e una vedova che piange il marito perduto.
- Altri interpreti: Jerry Hardin, Michele Greene, Clifton James.

## One Fresh Batch of Lemonade (Part 1)
- Titolo originale: One Fresh Batch of Lemonade
- Diretto da: Michael Landon
- Scritto da: Dan Gordon

### Trama
Una star del baseball del liceo viene scoperta dai professionisti, con sua grande gioia e quella di suo padre che lo ha allenato. Ma un tragico incidente in moto manda in frantumi entrambi i loro sogni. Jonathan deve trovare un modo per aiutare il ragazzo.
- Altri interpreti: Ken Olandt, Jim Haynie, Shelby Leverington.

## One Fresh Batch of Lemonade (Part 2)
- Titolo originale: One Fresh Batch of Lemonade
- Diretto da: Michael Landon
- Scritto da: Dan Gordon

### Trama
Per aiutare Deke a trovare una ragione per vivere, dopo il suo incidente e i suoi sogni infranti, Jonathan chiede l'aiuto di un ginnasta. Nel frattempo, Jonathan e Mark devono anche trovare un modo per riunire i genitori di Deke.
- Altri interpreti: Ken Olandt, Jim Haynie, Shelby Leverington, James Troesh.

## A Divine Madness
- Titolo originale: A Divine Madness
- Diretto da: Michael Landon
- Scritto da: Dan Gordon

### Trama
Un magnate delle costruzioni ora è convinto di essere Re Artù e rischia di essere dichiarato pazzo dal figlio. Jonathan può operare una riconciliazione tra sua altezza reale e la realtà e soprattutto con suo figlio ed erede del suo impero?
- Altri interpreti: Jonathan Frakes, Ellen Maxted, Ron Moody, Scott Stevenson.

## Catturare una Stella Cadente
- Titolo originale: Catch a Falling Star
- Diretto da: Michael Landon
- Scritto da: Michael Landon

### Trama
Una star del cinema ha sempre i soldi da spendere per i suoi figli ma mai il tempo da trascorrere con loro o essere un vero padre per loro. Jonathan e Mark, che sono stati assunti per prendersi cura dei bambini, devono mostrargli l'errore dei suoi modi prima che sia troppo tardi.
- Altri interpreti: Daniel Davis, Bobby Jacoby, Emily Moultrie.

## Cercasi Aiuto: Angelo
- Titolo originale: Help Wanted: Angel
- Diretto da: Michael Landon
- Scritto da: Dan Gordon

### Trama
Una pubblicità porta Jonathan e Mark in un quartiere in cui un anziano sceneggiatore ha bisogno di un angelo per finanziare il suo film sulle persone sole nel suo quartiere. Ma fare il film può significare una tragedia per Mark quando Jonathan riceve notizie dall'alto su una donna di cui Mark si è innamorato.
- Altri interpreti: Al Ruscio, Dennis Fimple, Jon Lormer.

## Bambino di Polvere
- Titolo originale: Dust Child
- Diretto da: Victor French
- Scritto da: Paul W. Cooper

### Trama
Un ex veterano del Vietnam scopre di avere una figlia metà americana e metà vietnamita e la porta negli Stati Uniti a vivere con la sua famiglia, ma Jonathan e Mark devono intervenire quando il pregiudizio razziale che incontra da tutte le parti, inclusa la sua nuova famiglia, è quasi troppo da sopportare.
- Altri interpreti: James Whitmore Jr., Jenny Sullivan, Billy Jayne

## Hotel dei Sogni
- Titolo originale: Hotel of Dreams
- Diretto da: Michael Landon
- Scritto da: Paul W. Cooper (sceneggiatura); Paul Wolff (soggetto)

### Trama
Barry Rudd riceve un hotel da gestire dal suo ricco padre. Jonathan e Mark sono a disposizione come fattorini e, quando non assistono Barry, si confrontano con un capo tirannico, un ragazzino monello e un ospite altezzoso.
- Altri interpreti: Julie Carmen, Judith-Marie Bergan, Dean Dittman.

## Un'Altra Canzone per Natale
- Titolo originale: Another Song for Christmas
- Diretto da: Michael Landon
- Scritto da: Dan Gordon

### Trama
Jonathan e Mark vengono coinvolti nella loro versione del classico A Christmas Carol di Dickens ed hanno a che fare con un venditore di auto usate, senza cuore.
- Altri interpreti: Geoffrey Lewis, Jeff Doucette, Bill Quinn.

## La Morte in Aereo
- Titolo originale: Plane Death
- Diretto da: Victor French
- Scritto da: Michael Landon

### Trama
Jonathan e Mark si recano in una piccola città per visitare un vecchio amico di Mark. Scoprono che l'amico è scomparso e la loro ricerca li porta ad un traffico di droga e un omicidio.
- Altri interpreti: Michael Bowen, Lee Bryant, Derrel Maury.

## Un Angelo Alato
- Titolo originale: One Winged Angels
- Diretto da: Michael Landon
- Scritto da: Jan Heininger e Hugh Corcoran (soggetto); Jan Heininger (sceneggiatura)

### Trama
Jonathan mette a rischio il suo incarico, innamorandosi della stessa donna il cui fidanzamento spetta ad un altro uomo.
- Altri interpreti: Robin Dearden, John Lawlor, Peggy McCay, Wil Wheaton.

## Tornare a casa, Tornare a casa
- Titolo originale: Going Home, Going Home
- Diretto da: Michael Landon
- Scritto da: Dan Gordon

### Trama
Dio manda Mark e Jonathan negli anni '40 per dare a Mark una seconda possibilità di dire a suo nonno quanto lo amava.
- Altri interpreti: John McLiam, Sean De Veritch, C. Lindsay Workman.

## Difficile come l'ABC
- Titolo originale: As Difficult as ABC
- Diretto da: Victor French
- Scritto da: Parke Perine

### Trama
Un promettente giocatore di basket scopre di avere una condizione che significa che non può più giocare a basket. Il suo allenatore poi lo mette da parte. Perde la borsa di studio e non sa cosa farà perché è analfabeta. Jonathan cerca di aiutarlo in questo.
- Altri interpreti: Glenn-Michael Jones, Deborah Lacey, Beah Richards, Clinton Derricks-Carroll.

## Un Figlio di Dio
- Titolo originale: A Child of God
- Diretto da: Michael Landon
- Scritto da: Michael Landon

### Trama
Una donna torna a casa per riconciliarsi con i suoi genitori, ma sembra che suo padre non voglia vederla. Perché ha un figlio avuto fuori dal matrimonio.
- Altri interpreti: Coleen Maloney, Patricia Smith, Natalie Gregory, William Windom.

## Un Incontro fatto in Cielo
- Titolo originale: A Match Made in Heaven
- Diretto da: Michael Landon
- Scritto da: James Troesh e Theresa Troesh (soggetto); Michael Landon (sceneggiatura)

### Trama
L'amico di Jonathan, Scotty, tetraplegico, si chiede se la sua relazione con una donna possa avere successo. Mentre Jonathan è felice di aiutare, Mark non ne è così entusiasta, dato che la donna in questione è sua cugina Diane.
- Altri interpreti: James Troesh, Margie Impert, Chris Hendrie.

## Il Banchiere e il Barbone
- Titolo originale: The Banker and the Bum
- Diretto da: Michael Landon
- Scritto da: Dan Gordon

### Trama
Un barbone dal cuore grande e un magnate dal cuore freddo si scambiano corpo e ognuno vive nei panni dell'altro uomo.
- Altri interpreti: Ned Beatty, Eve Roberts, Ivor Barry, Joel Colodner.

## La Stella più Luminosa
- Titolo originale: The Brightest Star
- Diretto da: Victor French
- Scritto da: Christopher Beaumont

### Trama
Jonathan e Mark rimproverano un'attrice bambina la cui fama la sta trasformando in un mostro, fratturando la sua famiglia e privandola della sua infanzia.
- Altri interpreti: Gerald S. O'Loughlin, Carrie Wells, Joseph Whipp, Trish Van Devere.

## L'investimento nella Cura
- Titolo originale: An Investment in Caring
- Diretto da: Michael Landon
- Scritto da: Parke Perine

### Trama
Una società senza cuore ha intenzione di comprare e demolire un vecchio quartiere. Jonathan e Mark radunano i suoi anziani residenti per combattere e allo stesso tempo riuniscono una vedova solitaria e un vedovo.
- Altri interpreti: Andrew Duggan, Dane Clark, Elsa Raven, Mary Kate McGeehan, Eileen Heckart.

## La cosa giusta
- Titolo originale: The Right Thing
- Diretto da: Victor French
- Scritto da: Michael Landon

### Trama
Jonathan e Mark aiutano una famiglia che lotta per fare la cosa giusta con un genitore anziano nella loro casa.
- Altri interpreti: Matthew Laborteaux, Marcia Rodd, Michael Durrell, Lew Ayres.

## Purosangue (parte 1)
- Titolo originale: Thoroughbreds
- Diretto da: Michael Landon
- Scritto da: Dan Gordon

### Trama
Una giovane donna, appassionata di cavalli, scopre di avere il cancro.
- Altri interpreti: Helen Hunt, John Hammond, Noble Willingham, Richard Bull.

## Purosangue  (parte 2)
- Titolo originale: Thoroughbreds
- Diretto da: Michael Landon
- Scritto da: Dan Gordon

### Trama
Lizzy scopre di essere incinta e cerca di allontanarsi da suo marito, anche se lo ama davvero. Jonathan e Mark aiutano la coppia a rimettersi insieme e ad andare avanti.
- Altri interpreti: Helen Hunt, John Hammond, Noble Willingham, Richard Bull.